# Heiliges Grab (Görlitz)

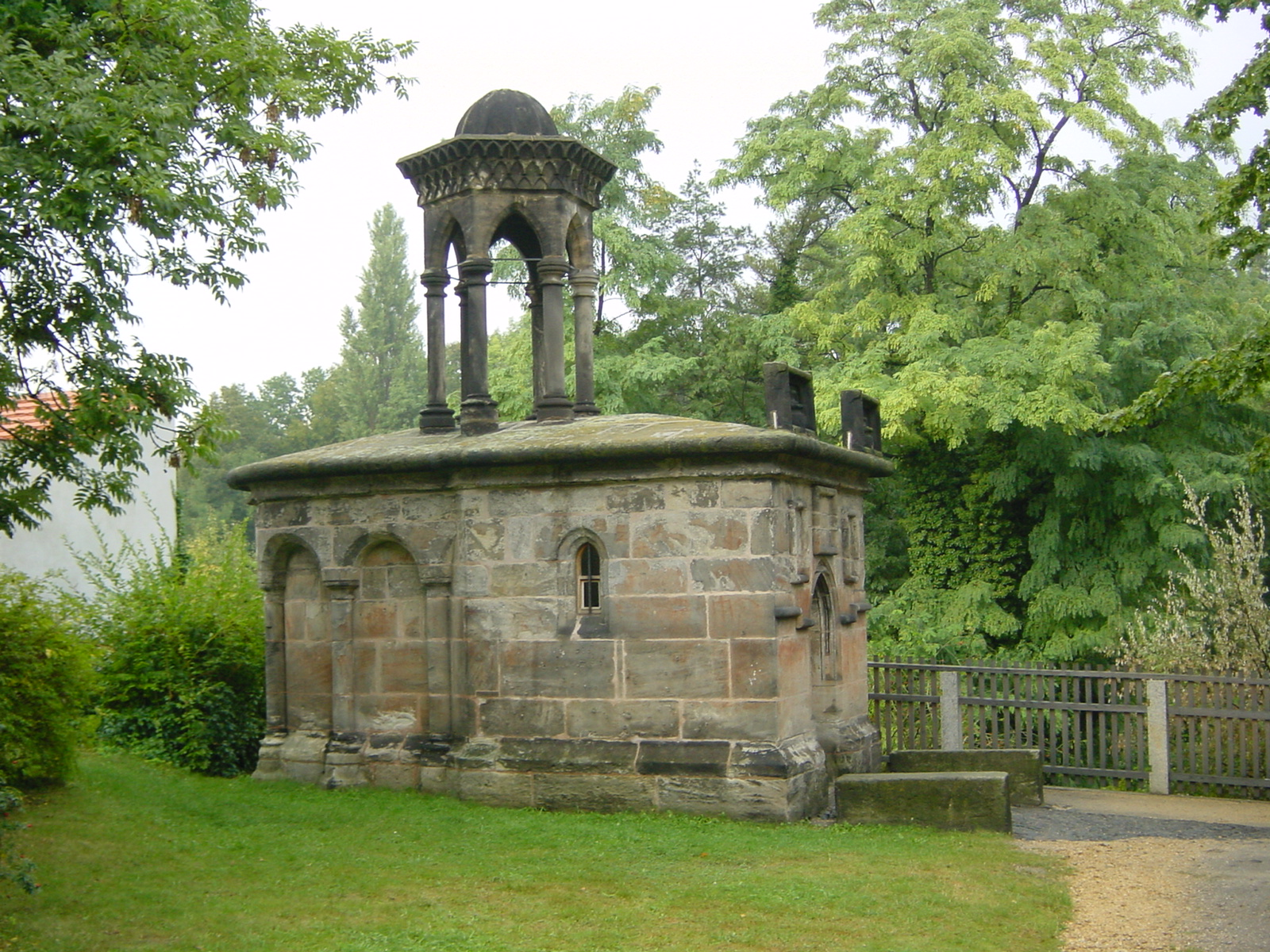
Grabkapelle, Heiliges Grab in Görlitz

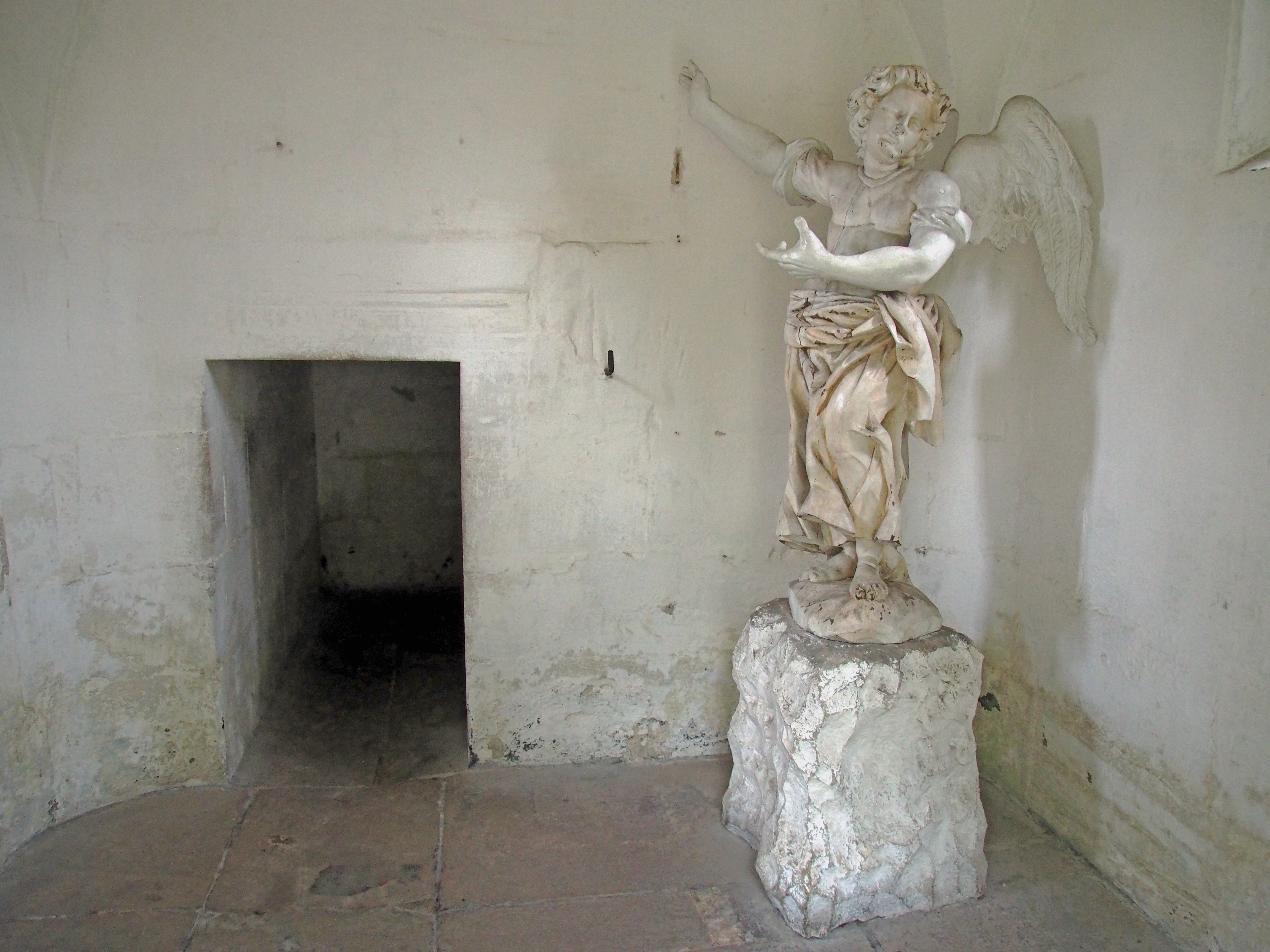
Im Innern der Grabkapelle: Die Grabkammer und ein holzgeschnitzter Engel der an die österliche Verkündigung erinnert: „Was sucht ihr den Lebendigen bei den Toten? Er ist nicht hier, er ist auferstanden!“

Das Heilige Grab in Görlitz, auch Görlitzer Jerusalem genannt, wurde als religiöses Gesamtkunstwerk geschaffen, das sich von der Krypta der Kirche St. Peter und Paul über den Stadtraum zum Heiligen Grab erstreckt. Es gehört zu den wichtigsten Sehenswürdigkeiten der Stadt. Die Heilig-Grab-Kapelle in der Neißestadt, die durch ihre frühe Entstehungszeit zum Vorbild vieler vergleichbarer Anlagen wurde, ist eine verkleinerte Kopie des Jerusalemer Originals aus der Zeit des hohen Mittelalters, deren Genauigkeit bei keiner anderen Nachbildung des Heiligen Grabes in Deutschland erreicht wurde. Sie wurde bewusst in die Landschaft eingebunden. Das originale Heilige Grab in Jerusalem betrachteten der spätere Bürgermeister Georg Emmerich und Agnete Fingerin, als sie eine Pilgerfahrt ins Heilige Land unternahmen.
Im Jahr 1989 wurde das 500-jährige Jubiläum des Heiligen Grabes zu Görlitz gefeiert. Der Anlass der Feierlichkeiten war umstritten, weil für die Entstehung der Anlage die Jahre zwischen 1481 und 1489 ebenso genannt werden wie die Zeitspanne zwischen 1481 und 1504.

## Geschichte

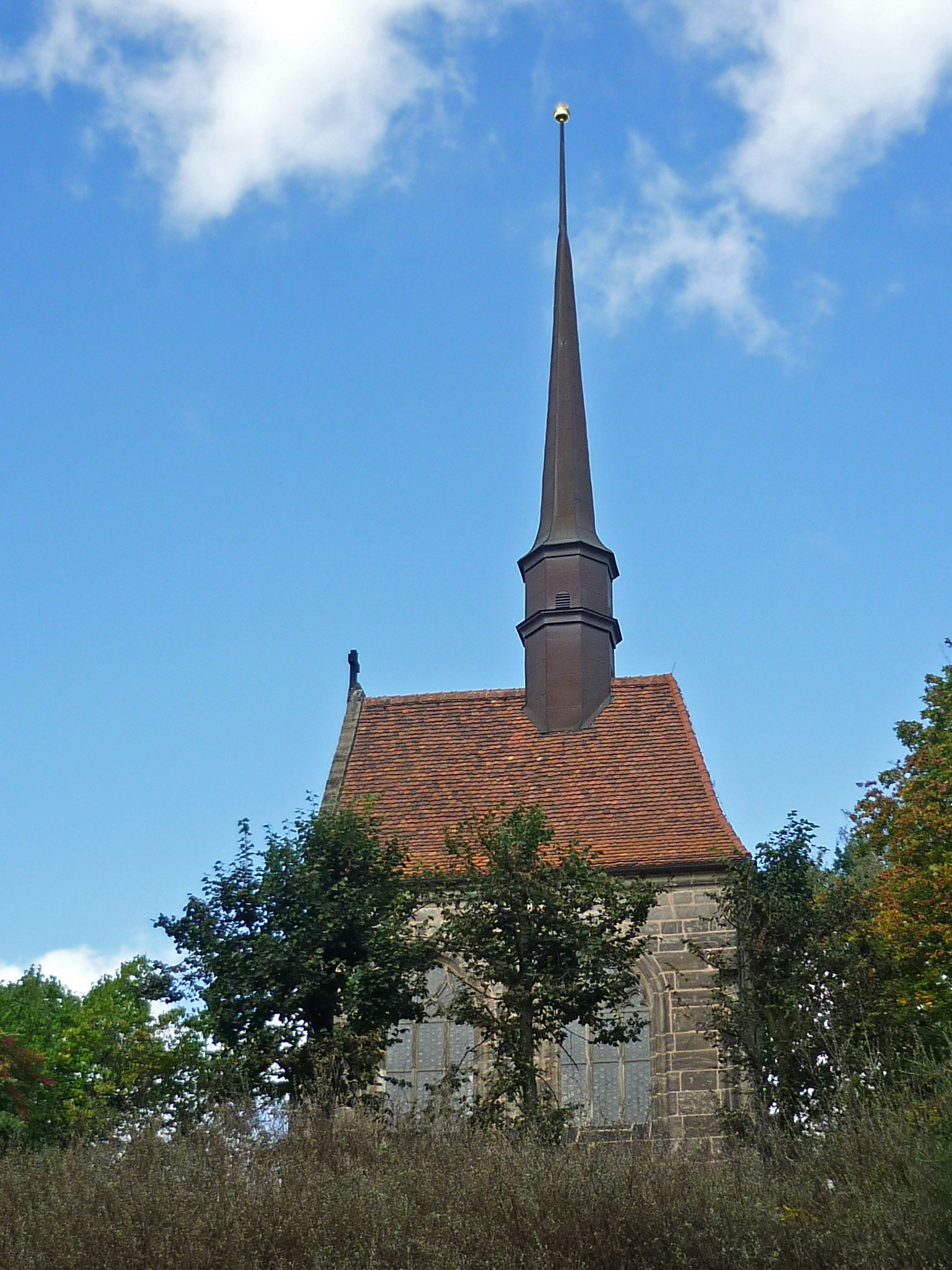
Doppelkapelle zum Heiligen Kreuz

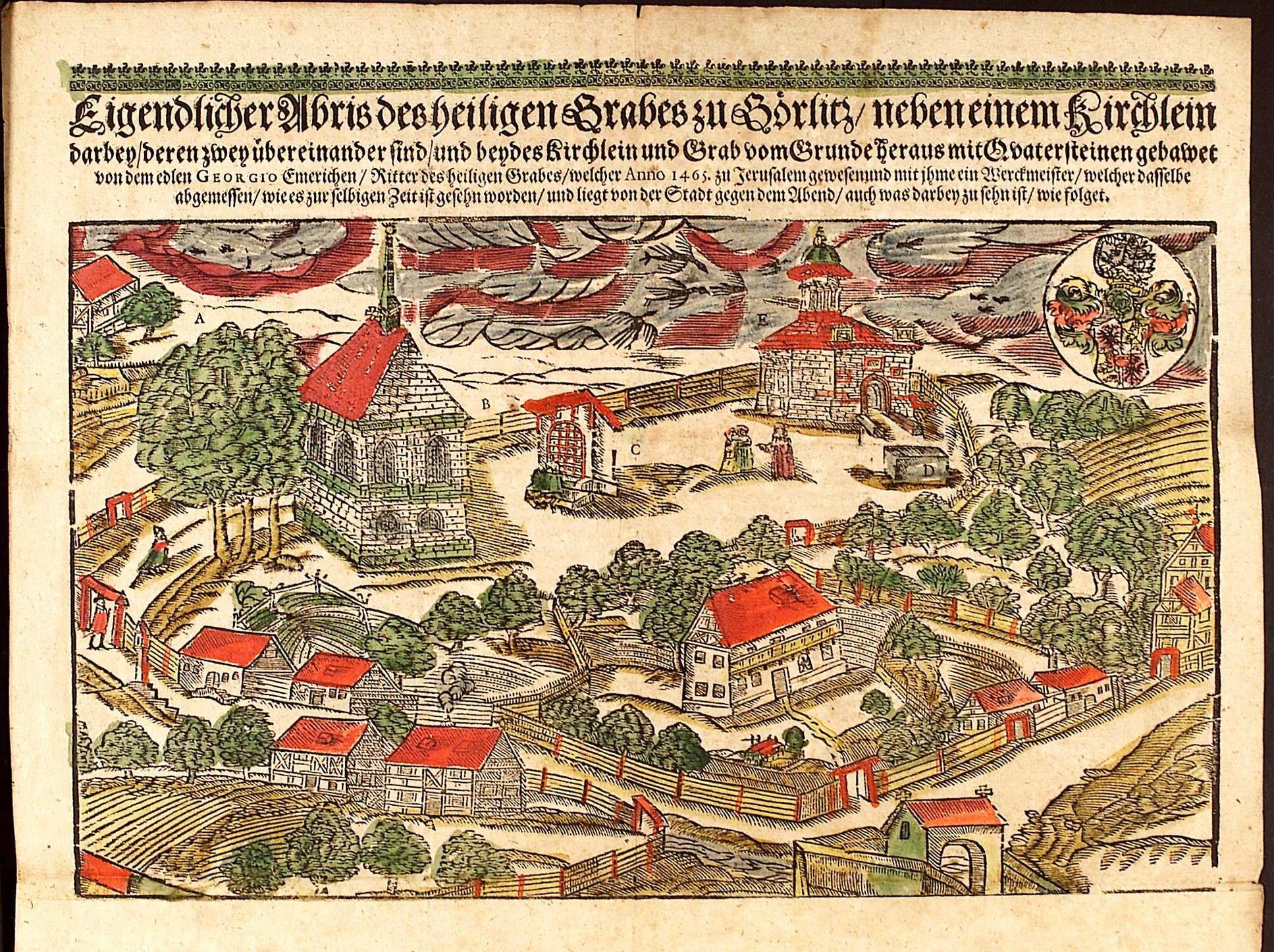
Die Gesamtanlage um 1700

Die Anlage um 1710

Auf der spätmittelalterlichen Anlage als Landschafts- und Architekturensemble errichtet, entstanden die Doppelkapelle zum Heiligen Kreuz, die verkleinerte Nachbildung des maurisch-romanischen Heiligen Grabes und die Salbungskapelle, mit einer Skulptur von Hans Olmützer. Bezeichnungen wie Jüngerwiese, Kidrontal und Ölberg (siehe auch Kalvarienberg) machen deutlich, dass die Anlage als religiöses Gesamtkunstwerk verstanden werden sollte.
Die neuere Forschung belegt nicht eindeutig das, was gerne als Legende erzählt wird:
Georg Emmerich (1422–1507), der Sohn eines reichen Kaufmannes in Görlitz, Studiosus in Dresden, schwängert die Tochter des Görlitzer Nachbarn Benigna Horschel und verweigert die Ehe. Auch von einer Vergewaltigung im Haus ihres Vaters durch Georg Emmerich ist die Rede. Die Pilgerreise nach Jerusalem 1465 ist nicht nur Ausdruck tiefer Religiosität, sie endet für Emmerich auch mit der Absolution seiner Sünden: Er wird zum Ritter des Heiligen Grabes geschlagen.
Die Anlage steht in direkter Abhängigkeit von den Heiligtümern in der Grabeskirche in Jerusalem. Die Kreuzkapelle in Görlitz ist eine verkleinerte Kopie der hochmittelalterlichen Heilig-Grab-Kapelle, die so nicht mehr in Jerusalem steht. Baubeginn der Anlage war das Jahr 1480, als der Rat der Stadt Görlitz einen Bauantrag für eine steinerne Kreuzkapelle an den Bischof von Meißen stellte. Als Baumeister sind nachweisbar: Conrad Pflüger und seine Parliere Urban Laubanisch und Blasius Börer, der letztere ab 1497 allein. 1504 erfolgte die Einweihung mit einer Messe durch den Bischof von Meißen.
Innerhalb der ersten hundert Jahre nach Grundsteinlegung diente das Görlitzer Heilige Grab als Begräbnisstätte für hingerichtete Verbrecher. Möglicherweise stand dieser Brauch im Zusammenhang mit den Schächern, zusammen mit Jesus gekreuzigte Straftäter. Demzufolge wäre die nicht überlieferte exakte Begräbnisstätte rund um das Heilige Grab, „unter den die beiden Schächerkreuze versinnbildlichenden Linden zu suchen“. Im Jahr 1581 beendete der Rat diese Sitte.
1916 wurde auf Anregung Gustaf Dalmans, auf den mehrere Veränderungen zurückgehen, in der Grabkammer der Golgatha-Kapelle ein den Sarkophag Christi andeutender altarartiger Steinsockel errichtet.

## Architektur

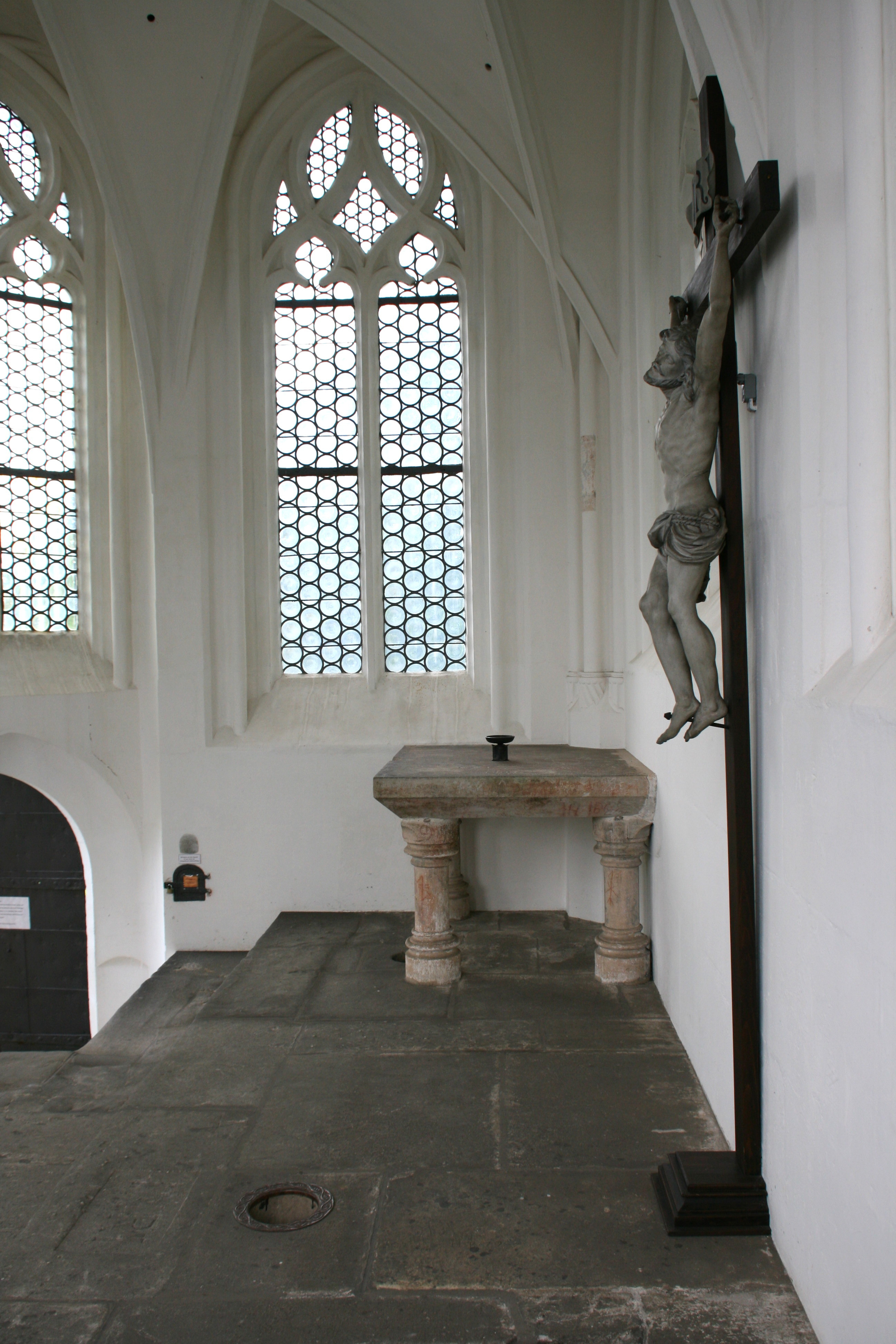
Golgathakapelle mit Altar und Vertiefung für das Kreuz im Fußboden

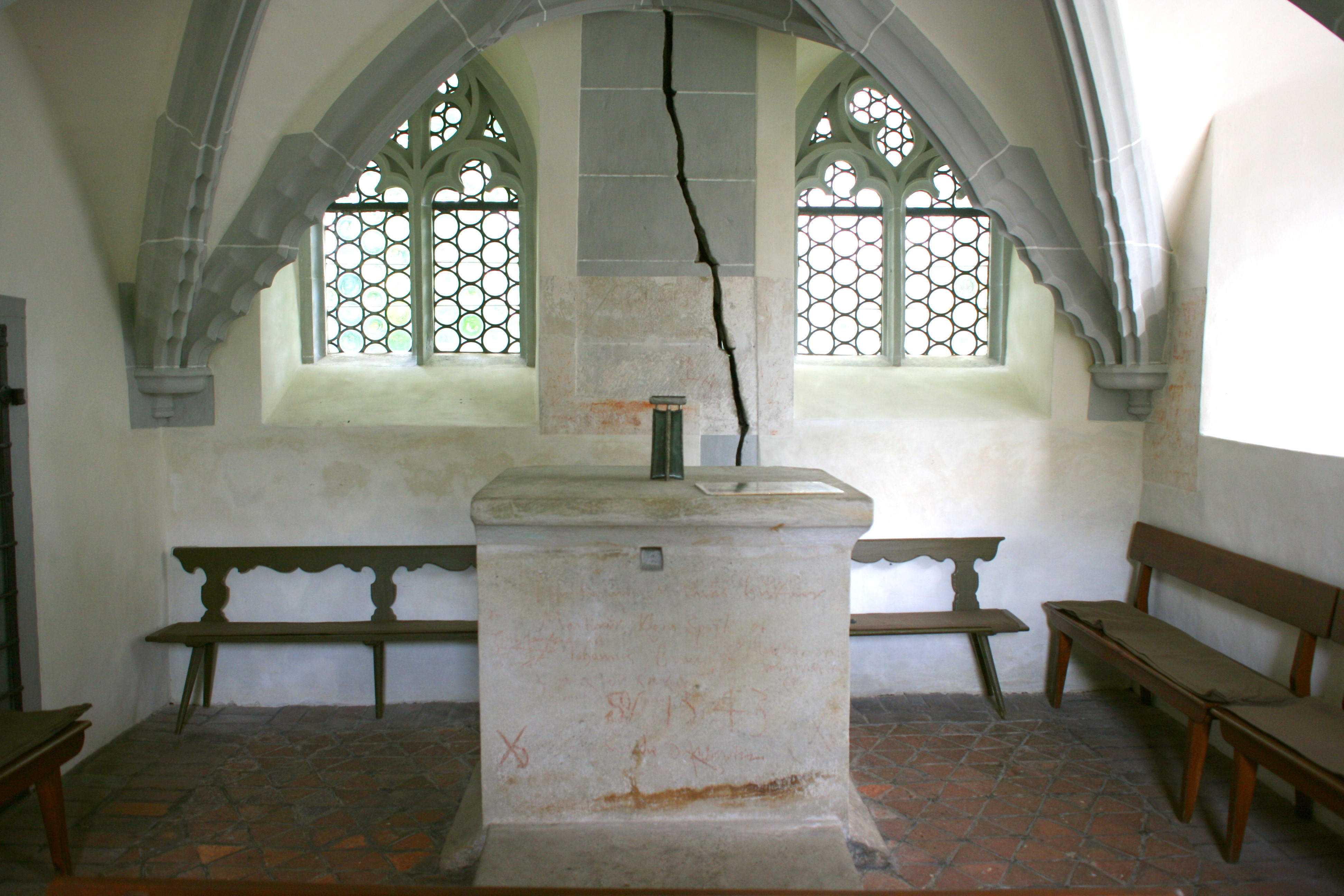
Inneres der Adamskapelle

Die gesamte Anlage besteht aus der Heilig-Grab-Kapelle, der Doppelkapelle zum Heiligen Kreuz mit Adamskapelle (unten) und Golgathakapelle (oben) sowie dem Salbhaus. Die Landschaft mit den Anhöhen nördlich der Grabeskapelle stellt den Ölberg mit dem Garten Gethsemane dar, mit der Gebetsstätte und der Jüngerwiese. Der Wasserlauf symbolisiert das Tal des Baches Kidron. Die Straßen der Stadt von der Krypta der Peterskirche bis zur Anlage bilden den Kreuzweg mit verschiedenen Stationen der Rast. Der Prozessionsweg in Görlitz (Peterskirche zur Heilig-Kreuz-Kapelle, je nach Route 709 bzw. 721 m) entspricht, der Länge nach betrachtet, dem Weg vom Richterhaus des Pilatus nach Golgatha (721 m).
Die spätgotische Doppelkapelle ist ein äußerlich schlichtes rechteckiges Bauwerk mit nadelspitzem Dachreiter, das im hohen Obergeschoss (Golgathakapelle) mit Maßwerkfenstern und reichem Gewölbe den Standort der drei Kreuze mit drei kreisrunden Vertiefungen im Fußboden nachbildet. Eine Rinne im Fußboden soll das Blut Christi über einen künstlich angelegten Felsenspalt im Mauerwerk (Hinweis auf das Erdbeben beim Tod Christi oder den zerrissenen Vorhang im Tempel nach Mt 27,51 ) zum Grab Adams in der Unterkapelle leiten. Diese untere Adamskapelle ist in der Art einer Krypta niedrig mit einem zackenbogigen Rippengewölbe gestaltet, das ebenfalls ein Hinweis auf das Erdbeben sein könnte. Bei dem ausgeprägten Realismus, mit dem hier jede Einzelheit der Passionsgeschichte nachgebildet ist, war die Gesamtanlage wahrscheinlich mit zahlreichen weiteren Requisiten für Passionsspiele ausgestattet. Der Name der Adamskapelle ist auf das typologisch gedeutete Erlösungswerk (Erlösung Adams und der Väter des Alten Testaments) Christi zurückzuführen.

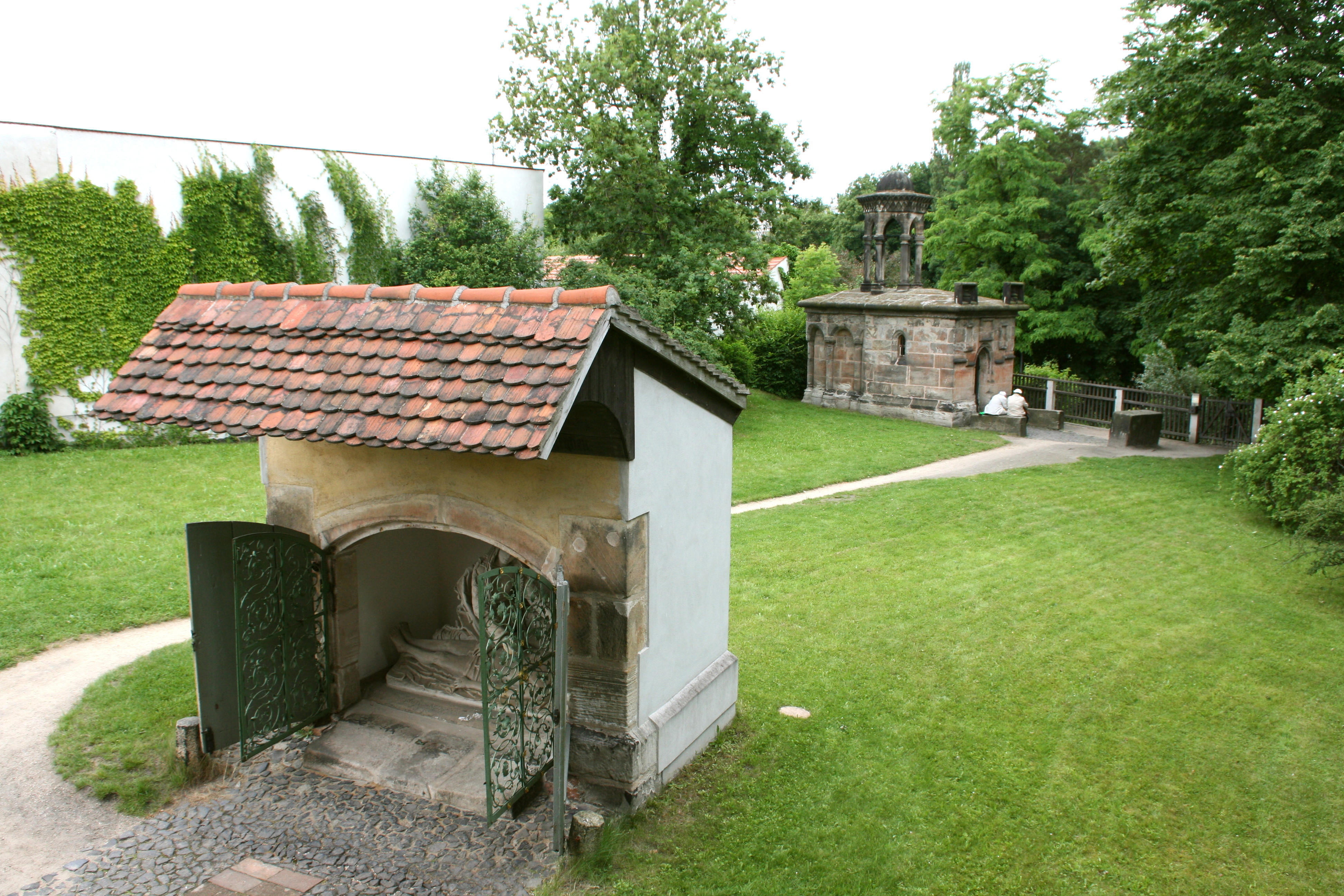
Salbungskapelle (vorne), Grabkapelle im Hintergrund

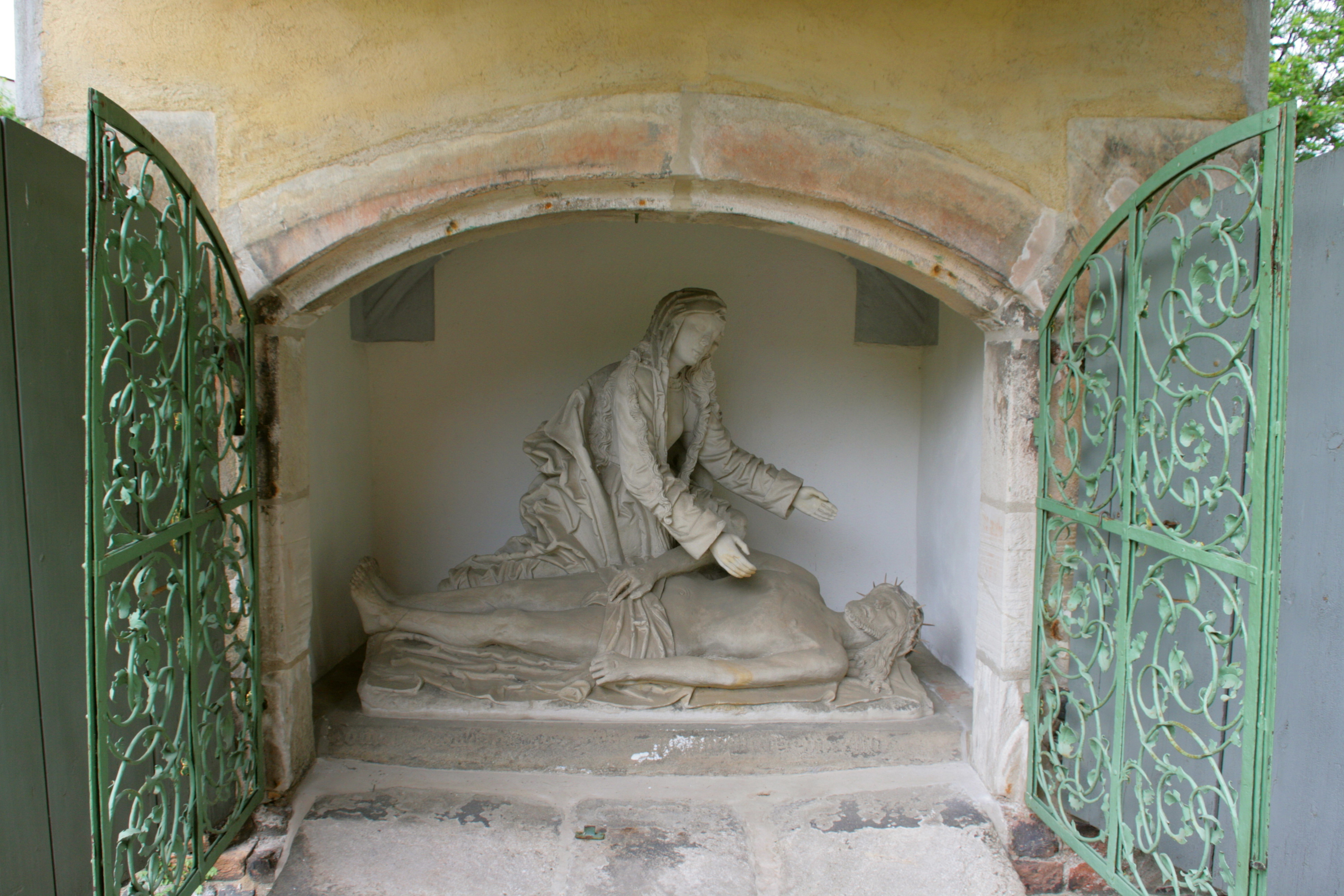
Skulptur „Die Beweinung Jesu“ in der Salbungskapelle

Die Salbungskapelle ist ein kleines Bauwerk mit breiter Bogenöffnung, die mit einem Ziergitter verschlossen wird, und einem Sterngewölbe im Innern. Im Innenraum ist eine Skulptur von Hans Olmützer aufgestellt, die um 1500 geschaffen wurde. Sie zeigt Maria, die sich weinend über ihren vom Kreuze abgenommenen toten Sohn beugt. Unterhalb der Sandsteinplastik steht der lateinische Spruch: „O mater Dei, miserere mei, Jesu Christe, propicius mihi esto“ (O Mutter Gottes, erbarme dich meiner; o Jesus Christus, sei mir gnädig).

## Agnes Fingerin
Agnes oder Agnete Fingerin (–1515) ist eine der wenigen Frauen aus dem Mittelalter, die nach dem Tod (1465) ihres reichen Ehemannes mehr als 50 Jahre unverheiratet ein selbstbestimmtes Leben führt. Sie pilgerte 1476 mit der Reisegesellschaft von Herzog Albrecht von Sachsen ins Heilige Land, „ein Weib von männlichem Mute und Reden in einer Mönchskutte verkleidet“. So wird sie in Hans von Mergenthals Reisebeschreibungen erwähnt. Es gibt allerdings keine Belege für die Behauptung, dass sie die Baupläne für das Görlitzer Heilige Grab aus Jerusalem mitgebracht hat. Wahrscheinlicher ist, dass die Planung in Anlehnung an eine zeitgenössische Reisebeschreibung von Bernhard von Breidenbach erfolgte.

## Georg Emmerich

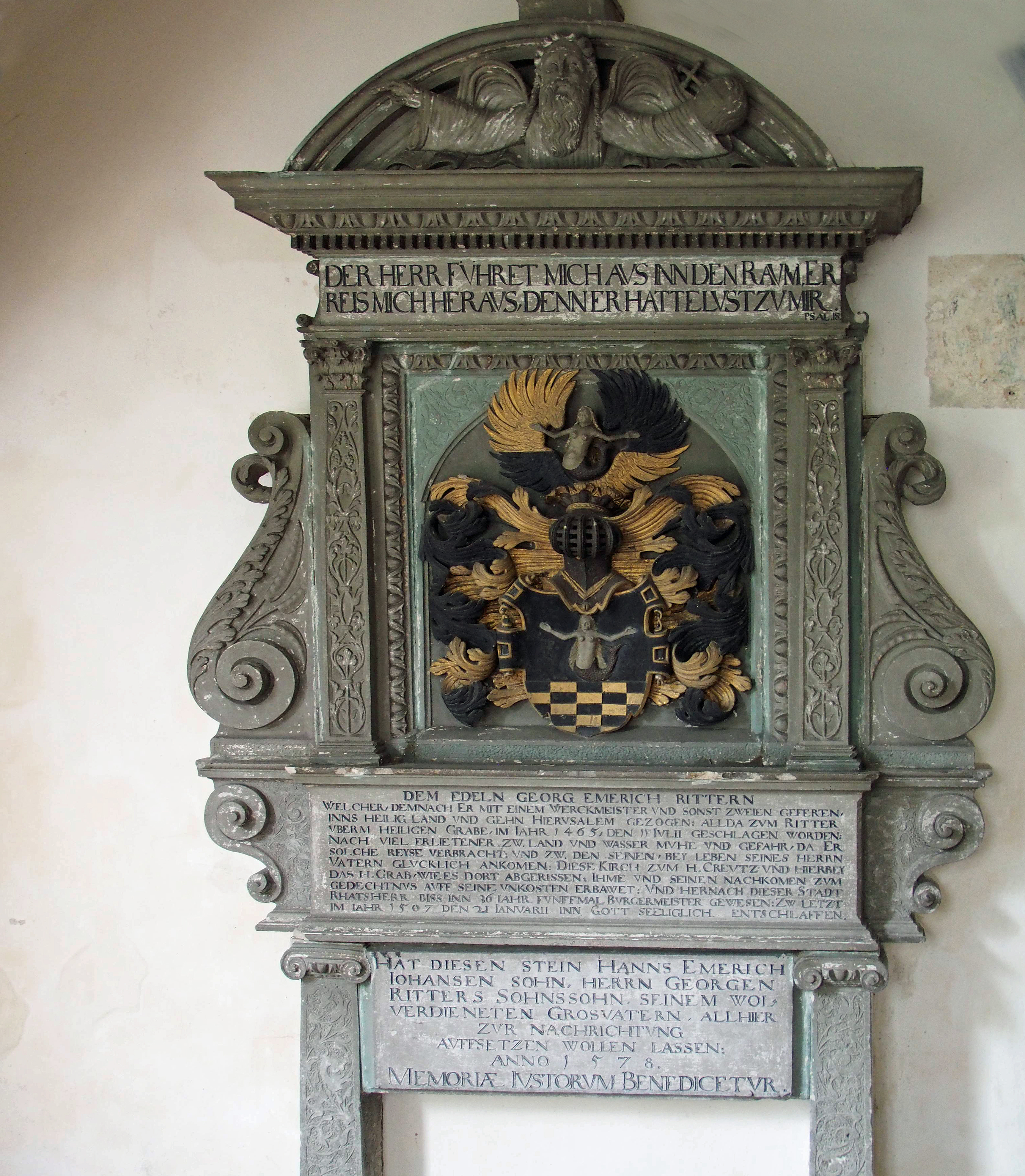
Epitaph des Georg Emmerich (Emerich) in der Adamskapelle beim Heiligen Grab

Georg Emmerich wird nach seiner Pilgerreise Ratsmitglied der Stadt Görlitz und wurde fünfmal als Bürgermeister gewählt. In dieser Position unterstützt Emmerich den Bau des Heiligen Grabes. Dass die Familie Emmerich diese Anlage nicht als Eigentum vereinnahmen konnte, belegen Quellen, wonach die Bürger der Stadt für den Erhalt im Allgemeinwohl kämpfen. Nach Richard Jecht befand sich das Grundstück, auf dem das Heilige Grab erbaut wurde, nie in Emmerichs Besitz. Im Jahr 1595 verlangte der Rat von den Emmerich’schen Erben auch die Schlüssel. Ein Enkel Emmerichs ließ 1578 in der Adamskapelle zwei (lateinisch und deutsch) Epitaphien errichten, die zu der Legende führten, dass er der Stifter dieser Anlage sei.

## Vom Wallfahrtsort zur Touristenattraktion

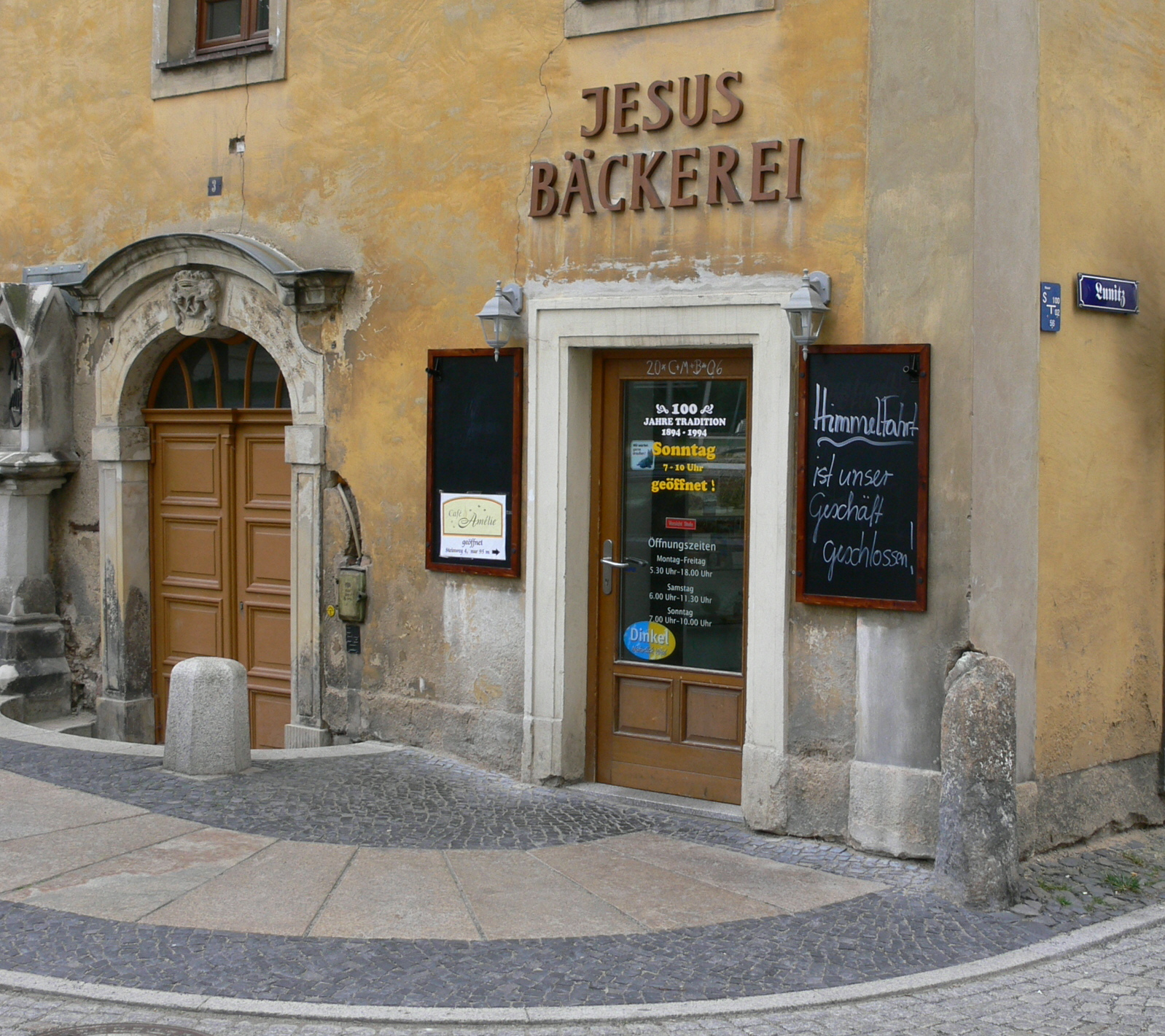
Jesusbäckerei

Heute ist der Kreuzweg mit den Leidensstationen Christi Ausgangspunkt für die Auferstehungsfeier im Heiligen Grab. Jährlich zu Karfreitag ist diese Veranstaltung ein Höhepunkt – auch als touristische Attraktion – im christlichen Jahreslauf.
Der Kreuzweg führt von der Krypta der Peterskirche über die biblischen Stationen wie Jesusbäckerei (die die Stelle markieren soll, an der Jesus unter der Last des Kreuzes zusammengebrochen ist), Garten Gethsemane (Ölberg), Gebetsplatz Jesu (Jüngerwiese) und das Kidrontal (Lunitztal). Separat zu begehen ist in der warmen Jahreszeit der benachbarte Ölberggarten.
Ebenfalls am Karfreitag beginnt der alljährliche Bußgang der Männer am Hl. Grab, welcher jedes Jahr zu einer der vier katholischen Kirchen in Görlitz führt.

## Förderverein zur Denkmalspflege für das Heilige Grab in Görlitz e.V.
Laut Satzung von 1987 dient der Förderverein der Förderung der Denkmalpflege durch Unterstützung der Restaurierung, Sicherung und Unterhaltung der historischen Gebäude, Gartenanlage und gotischen Kunstwerke um das Heilige Grab in Görlitz. In die Denkmalpflege einbezogen ist das gesamte Ensemble des Heiligen Grabes einschließlich des Kreuzweges durch die Stadt.

## Touristische Erschließung
Das Heilige Grab ist Mitglied des Gartenkulturpfades beiderseits der Neiße. Dies verbessert die Möglichkeiten der Pflege (Parkseminare) und die Aussichten auf Förderung sowie die touristische Erschließung.